# Afrika Bambaataa
Afrika Bambaataa (nascut Kevin Donovan el 19 d'abril de 1957 és un discjòquei estatunidenc del Bronx, Nova York que fou decisiu en el primer desenvolupament de la música hip-hop durant els anys 1980. Afrika Bambaataa és un dels tres discjòqueis que van començar a punxar amb break beats, i se'l coneix respectuosament amb l'"avi" o el "padrí" i l'Amen Ra de la Cultura Hip Hop Universal, així com el pare del so Electro Funk. Amb la seva adaptació de la música de bandes de carrer dels Black Spades a la música i l'organització cultural Universal Zulu Nation, aconseguí fer que la cultura hip hop s'estengués arreu del món. El 27 de setembre del 2007 fou nominat per a la seva introducció al Rock and Roll Hall of Fame.

## Història
Kevin Donovan va créixer al Bronx, amb la seva mare activista i el seu oncle. Durant la seva infància va estar molt exposat al moviment d'alliberació de la nació negra i fou testimoni de debats entre la seva mare i el seu oncle, en els que es posaven de manifest les contradiccions ideològiques del moviment. Així mateix, va estar sota la influència de l'àmplia col·lecció discogràfica de la seva mare. Les bandes (mara) o gangs de la zona es van convertir en la llei, al seu barri, en el que hi havia lluites territorials per a prendre el control de la venda de drogues, assistint a la comunitat amb programes sanitaris i lluitant i festejant al mateix temps com una manera de mantenir els seus membres i el seu territori. Donovan fou un dels membres fundadors, a la zona del Bronx River Projects, de la banda The Savage Seven. Com a conseqüència e l'explosiu creixement de la banda, es va conèixer posteriorment com els Black Spades i Bambaataa aviat assolí el lloc de senyor de la guerra. Com a senyor de la guerra, el seu treball era elaborar la jerarquia i estendre la seva zona d'influència. Bambaataa no tenia por de creuar zones per a forjar relacions amb membres d'altres bandes i formar aliances amb altres gangs. Com a resultat, els Spades es van convertir en la banda més gran de la ciutat, tant tenint en compte els membres que en formaven part, com la zona que dominava.
Quan Donovan va guanyar un concurs d'assaig que el va premiar amb un viatge a l'Àfrica, va canviar la seva visió del món. Havia vist la pel·lícula Zulú protagonitzada per l'actor anglès Michael Caine i l'havia impressionat la solidaritat mostrada pels zulús enfront de l'adversitat a la pel·lícula. Durant el seu viatge a l'Àfrica, les comunitats que va visitar el van inspirar per a deixar la violència i va crear una comunitat al seu barri. Va canviar el seu nom a Afrika Bambaataa Aasim, adoptant el nom del cap zulú Bhambatha, que va liderar una revolta armada contra les pràctiques econòmiques injustes dels primers anys del segle xx a Sud-àfrica que es pot veure com a precursora del moviment de resistència contra l'apartheid. Un jove Afrika Bambaataa va començar a pensar en la manera d'adaptar les seves habilitats en la lluita de les bandes vers la feina de construcció de la pau. Va formar la Bronx River Organization, com una alternativa als Black Spades.
Inspirat pel DJ Kool Herc i Kool DJ Dee, també va començar a organitzar festes en les que s'utilitzaven breakbeats. Creia en la utilització de la música, el ball (locking, breakdance) i el grafit com a vehicle per a apartar els nois plens de ràbia de les bandes, el que el va portar a formar la Universal Zulu Nation, la primera acció que ajuntà en una mateixa organització les quatre principals branques del que no va tardar a anomenar-se hip-hop. A Bambaataa fou qui va batejar aquest estil musical. "Hip Hop" era una frase comú utilitzada com a comodí pels MC com a part d'un estil de vida inspirat per l'scat i Bambaataa s'apropià d'ella per a descriure la cultura que estava emergint, que incloïa els següents quatre elements: la música dels DJs, el lirisme i la poesia dels MCs, el ball dels b-boys i b-girls i l'art del grafit.
El 1982, Bambaataa i els seus seguidors, un grup de ballarins, artistes i DJs van sortir dels Estats Units en el primer tour de hip hop. Bambaataa va veure que els tours de hip hop serien la clau que ajudaria a estendre el hip hop i la Universal Zulu Nation per arreu. A més a més, contribuiria a promoure els valors del hip hop, que ell creia que estaven basats en la pau, unitat, amor i el gaudi de la vida. Bambaataa va portar la pau a les bandes, perquè molts artistes i membres d'aquestes diuen que "el hip hop va salvar moltes vides". La seva influència va inspirar a molts artistes de fora els Estats Units, com els rapers britànics Hardock Soul Movement i el raper francès MC Solaar. Afrika Bambaataa va crear dos crews de rap: els Jazzy 5, en les que hi havia els MCs Master Ice, Mr. Freeze, Master Bee, Master D.E.E. i AJ Lesy i la seva segona crew, Soulsonic Force, que incloïa a Mr. Biggs, Pow Wow i Emcee G.L.O.B.E.
El mateix any, Bambaataa i Soulsonic Force van deixar la seva banda en directe per a augmentar el seu contingut tecnològic. Va manllevar una inquietant línia de teclat dels precursors electrònics alemanys Kraftwerk que dotà de ritmes gràcies als patrons de la caixa de ritmes Roland TR-808 produïts pel productor Arthur Baker i l'intèrpret de sintetitzador John Robie, autor de Vena Carva. Això va resultar un hit, sota el nom de "Planet Rock", que va assolir l'estatus d'or i va generar tota una escola de rap "electro-boogie" i un gènere que es coneixeria com a electro funk. Bambaataa formà el seu propi segell per a publicar Time Zone Compilation.

## Universal Zulu Nation
Bambaataa va decidir utilitzar els seus dots de lideratge per a conduir als que estaven a les bandes vers a quelcom més positiu per a la comunitat. La seva decisió es va anar desenvolupant fins a crear el que s'anomenaria Universal Zulu Nation, un grup de rapers, B-boys, artistes de grafit i altres persones social i políticament compromeses dins de la cultura hip-hop.

## Discografia

### Àlbums
| Año  | Álbum                                                    | Sello               |
| ---- | -------------------------------------------------------- | ------------------- |
| 1983 | Death Mix                                                | Paul Winley Records |
| 1985 | Sun City                                                 | EMI                 |
| 1986 | Planet Rock: The Album                                   | Tommy Boy Records   |
| 1986 | Beware (The Funk Is Everywhere)                          | Tommy Boy Records   |
| 1987 | Death Mix Throwdown                                      | Blatant             |
| 1988 | The Light                                                | EMI America Records |
| 1991 | The Decade of Darkness 1990-2000                         | EMI Records USA     |
| 1992 | Don't Stop... Planet Rock (The Remix EP)                 | Tommy Boy Records   |
| 1996 | Jazzin (álbum de Khayan)                                 | ZYX Music           |
| 1996 | Lost Generation                                          | Hottie              |
| 1996 | Warlocks and Witches, Computer Chips, Microchips and You | Profile Records     |
| 1997 | Zulu Groove (recopilatorio)                              | Hudson Vandam       |
| 1999 | Electro Funk Breakdown                                   | DMC                 |
| 1999 | Return to Planet Rock                                    | Berger Music        |
| 2000 | Hydraulic Funk                                           | Strictly Hype       |
| 2000 | Theme of the United Nations w/ DJ Yutaka                 | Avex Trax           |
| 2001 | Electro Funk Breakdown (recopilatorio)                   | DMX                 |
| 2001 | Looking for the Perfect Beat: 1980-1985 (recopilatorio)  | Tommy Boy Records   |
| 2004 | Dark Matter Moving at the Speed of Light                 | Tommy Boy Records   |
| 2005 | Metal                                                    | Tommy Boy Records   |
| 2005 | Metal Remixes                                            | Tommy Boy Records   |
| 2006 | Death Mix "2"                                            | Paul Winley Records |

### Senzills
| Año  | Título                                          | Sello                 |
| ---- | ----------------------------------------------- | --------------------- |
| 1981 | "Zulu Nation Throwdown"                         | Winley Records        |
| 1981 | "Jazzy Sensation"                               | Tommy Boy Records     |
| 1982 | "Planet Rock"                                   | Tommy Boy Records     |
| 1982 | "Looking for the Perfect Beat"                  | Tommy Boy Records     |
| 1983 | "Renegades of Funk"                             | Tommy Boy Records     |
| 1983 | "Wildstyle"                                     | Celluloid Records     |
| 1984 | "Unity" (con James Brown)                       | Tommy Boy Records     |
| 1984 | "World Destruction"                             | Atlantic Records      |
| 1986 | "Bambaataa's Theme"                             | Tommy Boy Records     |
| 1988 | "Reckless" (con UB40)                           | EMI                   |
| 1990 | "Just Get Up And Dance"                         | EMI                   |
| 1993 | "Zulu War Chant"                                | Profile Records       |
| 1993 | "What's the Name of this Nation?...Zulu"        | Profile Records       |
| 1993 | "Feeling Irie"                                  | DFC                   |
| 1994 | "Pupunanny"                                     | DFC                   |
| 1994 | "Feel the Vibe" (con Khayan)                    |                       |
| 1998 | "Agharta - The City of Shamballa" (con WestBam) | Low Spirit Recordings |

## Filmografia
- "Beat This... A Hip Hop Story" (1984) - Documental de la BBC dirigit per Dirk LaFontaine
- "Beat Street" (1984)